# Branda Castiglione
Branda Castiglione (Castiglione Olona, 1350 - Castiglione Olona, 3 de fevereiro de 1443) foi um cardeal do século XV.

## Biografia
Nasceu em Castiglione Olona em 1350. Da família do Papa Celestino IV e Papa Pio VIII. Filho de Maffiolo Castiglione e Lucrezia Porro. Patrício milanês. Palatina contagem de 1417. Seu sobrenome também está listado como Castiglioni. Outros cardeais da família foram Giovanni Castiglione (1456); Francesco Abundio Castiglioni (1565); e Giovanni Castiglione (1801). Ele foi chamado de Cardeal de Piacenza.
Estudou Direito na Universidade de Pavia e tornou-se um famoso jurisconsulto.
Giureconsulto collegiato em 1374. Leitor de cânones sagrados na Universidade de Pavia em 1389 com o apoio do duque Galeazzo de Milão. Capelão do Papa Bonifácio IX. Colecionador apostólico na Hungria, ca. 1403. Auditor da Sagrada Rota Romana.
Eleito bispo de Piacenza em 16 de agosto de 1404; deposto pelo Papa Gregório XII em 1409 e substituído em 10 de julho; mantido na sé pelo Antipapa Alexandre V, que o enviou como legado à Lombardia em 1410. Consagrado (nenhuma informação encontrada).
Criado pseudocardeal sacerdote de S. Clemente no consistório de 6 de junho de 1411. Administrador da sé de Veszprém, de 1º de setembro de 1412 até sua morte. Legado na Hungria. Legado na Alemanha em 1413. Participou do Concílio de Constança. Participou do conclave de 1417, que elegeu o Papa Martinho V. Em 1417 obteve do imperador Sigismundo o privilégio de que todos os componentes masculinos da linhagem fossem elevados à categoria de conde palatino. Abade commendatario de Tre Fontane, Roma, de 1419. Legado do Papa Martinho V na Boêmia; ele deixou Roma em 15 de abril de 1421; e retornou no dia 27 de outubro seguinte; nomeado legado novamente em 17 de dezembro de 1421; ele deixou Roma em 17 de março de 1422; retornou em 5 de maio de 1425. Nomeado administrador da Sé de Lisieux em 29 de junho de 1420; tomou posse em 7 de setembro de 1420; ocupou o cargo até 12 de abril de 1424. Nomeado bispo da sé suburbana de Porto e Santa Rufina, 14 de março de 1431. Presidente do conselho do duque de Milão em 1433. Transferido para a sé suburbana de Sabina em 29 de janeiro de 1440; ocupou a sé até sua morte. Legado do Papa Eugênio IV na Lombardia por volta de 1442. Ele era amigo de artistas e famoso por sua simplicidade de vida.
Morreu em Castiglione Olona em 3 de fevereiro de 1443, no collegio Castiglione, Lombardia, que ele fundou para os pobres. Sepultado na igreja matriz do castelo de Castiglione. Guarniero Castiglione, seu parente e protegido, fez a oração fúnebre.